# Teška industrija

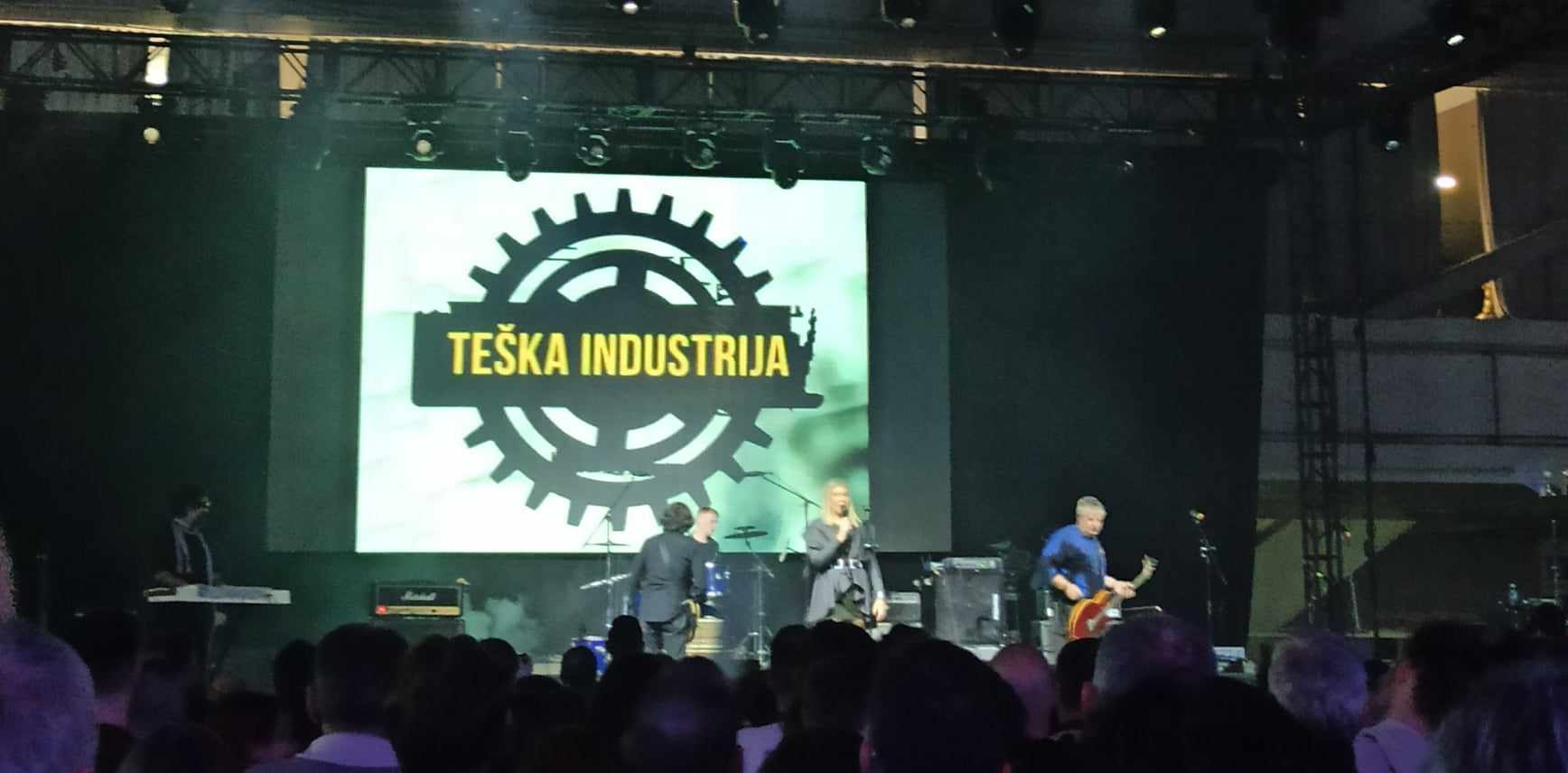
Teška Industrija live in Belgrad (2022)

Teška Industrija (deutsch Schwerindustrie) ist eine bosnische Rockband aus Sarajevo.

## Geschichte
Die Band wurde 1974 in Sarajevo gegründet. Ihre erste Besetzung bestand aus Fadil Toskić (Gesang), Gabor Lenđel (Keyboard), Ivica Propadalo (Bass), Senad Begović (Schlagzeug) und Vedad Hadžiavdić (Gitarre).
Im Laufe ihres Bestehens hatte die Band zahlreiche Mitgliederwechsel zu verzeichnen, sowie eine 29-jährige Pause von 1978, da sich die Band auflöste, bis 2007, als sich die Band mit neuen Mitgliedern wieder aufstellte. Insgesamt veröffentlichte Teška Industrija 6 Studioalben und mehrere Singles.

## Mitglieder

### Aktuelle Mitglieder
- Ivica Propadalo - Bass
- Vedad Hadžiavdić - Gitarre
- Fran Šokić - Keyboard
- Robert Domitrović - Schlagzeug
- Lea Mijatović - Gesang

### Ehemalige Mitglieder
- Mladen Vojičić
- Seid Memić Vajta
- Fadil Toskić
- Goran Kovačević
- Aleksandar Kostić
- Narcis Lalić
- Sanin Karić
- Sead Trnka
- Senad Begović
- Munib Zoranić
- Marko Lazarić
- Gabor Lenđel
- Zoran Krga
- Darko Arkus
- Ivana Gregurić
- Zrinka Majstorović
- Igor Razpotnik
- Dino Olovčić
- Alen Mustafić
- Admir Ćeremida
- Haris Kapetanović
- Damjan Brezovec
- Marta Kuliš

## Diskografie

### Studioalben
- 1976: Ho-ruk (Jugoton)
- 1976: Teška Industrija (Jugoton)
- 1978: Zasviraj i za pojas zadjeni (Jugoton)
- 1984: Ponovo Sa Vama
- 1991: Gospode Ne Daj Da Je Sanjam
- 1996: Sarajevska Noć
- 1997: Ruže U Asfaltu
- 2007: Kantina (Croatia Records)
- 2010: Nazovi album pravim imenom (Hit Records)
- 2011: Bili smo raja (Croatia Records)
- 2016: Selfie (Croatia Records)

### Kompilationen
- 1981: Seid Memić Vajta & Teška Industrija (Jugoton)
- 1995: Teška Industrija (Krin Music)
- 2002: Karavan - Izvorne snimke 1975./1976. (Croatia Records)

### EPs
- 2006: 31 godina poslije (Croatia Records)

### Singles
- 1975: Karavan / Ufo (Jugoton)
- 1975: Kolika je Jahorina planina / Kovači sreće (Jugoton)
- 1975: Kadija / Šta je rekla Ana (Jugoton)
- 1976: Život je maskenbal / Našem putu kraja nema (Jugoton)
- 1976: Štap / Nepoznata pjesma (Jugoton)
- 1977: Alaj mi je večeras po volji / Ja i ti i ljubav naša (Jugoton)
- 1977: Igraj mala opa, opa / Otišla je ljubav moja (Jugoton)
- 1979: Zlatna ribica
- 2011: U Meni Jesen Je
- 2013: Majske Kiše (mit Kemal Monteno)